# Xysticus gattefossei
Xysticus gattefossei es una especie de araña cangrejo del género Xysticus, orden Araneae. Fue descrita científicamente por Denis en 1956.

## Distribución geográfica
Se distribuye por Marruecos.